# Tyet
| V39 |

| V39 |

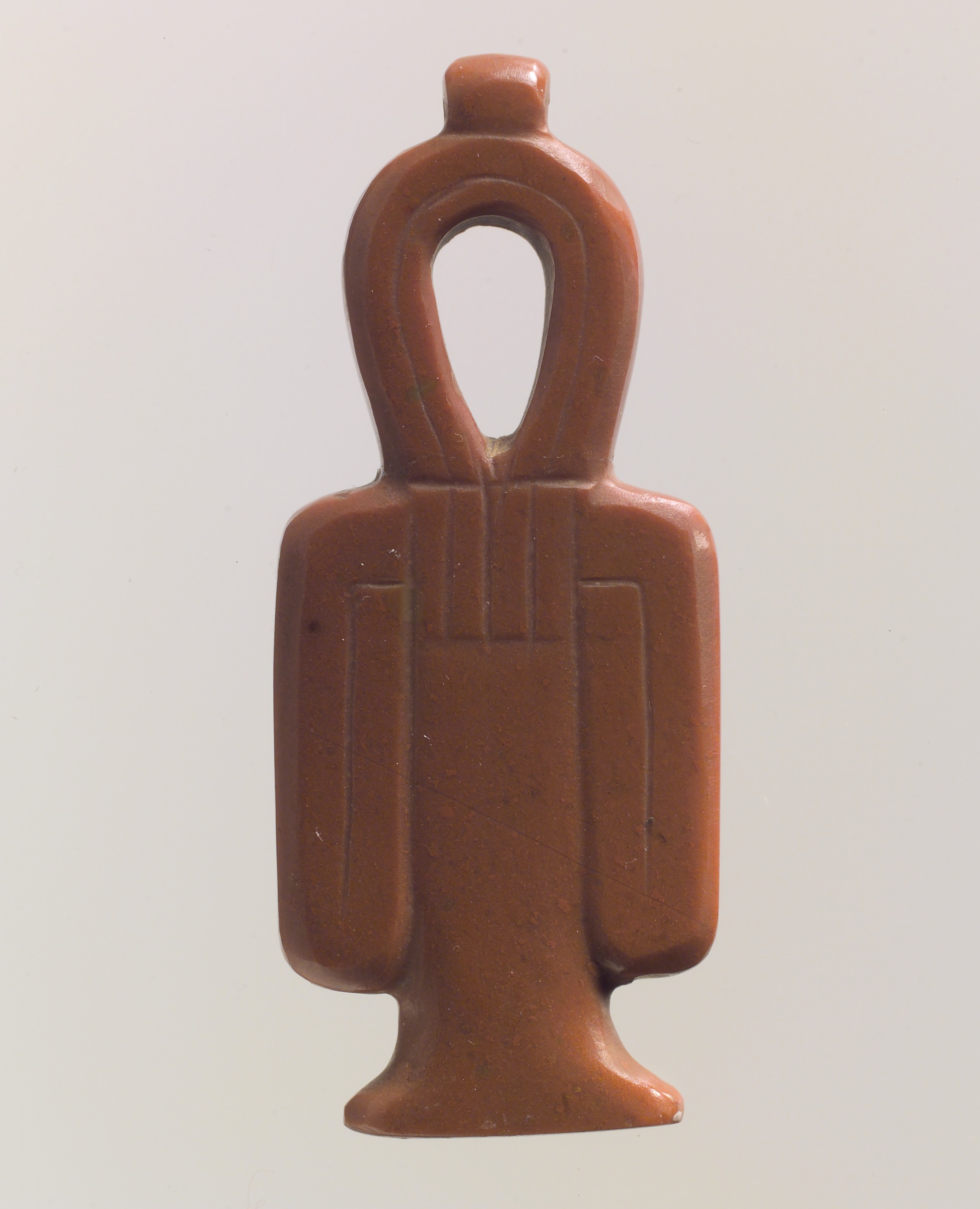
Amuleto tyet. Dinastía XVIII.

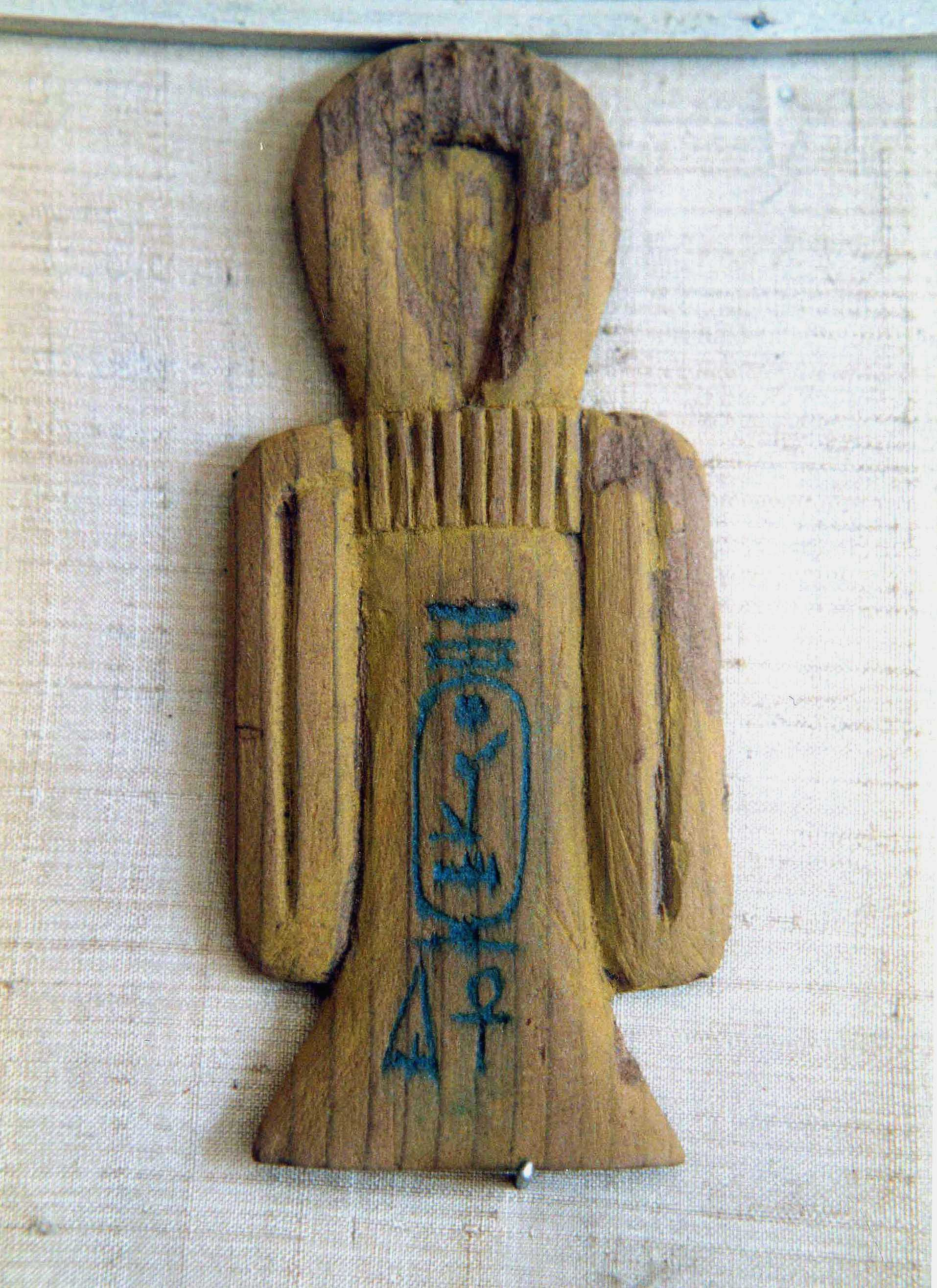
Tyet de sicomoro con el cartucho de Seti I.

El tyet (tyt, tit, tet o tjet), también conocido como nudo de Isis, sangre de Isis o ceñidor de Isis, es un antiguo símbolo egipcio de la diosa Isis.
En muchos aspectos se asemeja al anj, excepto en que sus "brazos" están curvados hacia abajo. Su significado es también una reminiscencia del anj, ya que se traduce a menudo como "bienestar" o "vida". Parece ser que es llamado "el nudo de Isis" porque se asemeja a un nudo utilizado para ceñir la ropa que llevaban los dioses egipcios. 
El significado como "sangre de Isis" es más oscuro, si bien es cierto que se utilizaba a menudo como amuleto funerario hecho con piedra roja (normalmente jaspe rojo o cornalina) o vidrio rojo. En otros casos, se podía utilizar el color azul, como en la tumba de Tutankamón o con el color amarillento de la madera del sicomoro. Otros estaban hechos de materiales verdes como la fayenza egipcia, cuyo color representaba la renovación de la vida.
También podría tratarse de que el tyet representara el flujo menstrual de la sangre del vientre de Isis y poseyera propiedades mágicas. En algunas ocasiones se le llega a designar como "el ceñidor de Isis" pues el nudo constituye una especie de vestido, con la parte central y las piezas laterales formando un estilizado ceñidor.
El tyet probablemente data del período predinástico de Egipto y fue un símbolo popular decorativo en la Dinastía III (Reino Antiguo), donde suele aparecer junto al anj y el pilar dyed. En este período, el símbolo se combinaba a veces con la cara de los dioses Bata o Hathor como símbolo de su culto. Durante el Imperio Nuevo, el símbolo se asoció claramente con la fuerza y la magia de Isis ("señora de la magia") ya que fue utilizando los nodos de un cordón, como Isis revivió a Osiris, según se menciona en los Textos de las Pirámides: 
"Isis y Neftis han utilizado su magia en ti con los nudos de un cordón, en la ciudad de Sais ..."
Debido a su frecuente asociación con el dyed, asociado con su esposo, Osiris, el dyed puede haber representado el poder masculino, mientras que el tyet representaría el poder femenino, una forma de expresar la naturaleza dual de la vida. 
El símbolo se vinculó también a Neftis, debido a su relación con los entierros y la resurrección. Desde el Tercer Periodo Intermedio se representaba a menudo en estatuas colgando de una correa.
Es mencionado en el capítulo 156 del Libro de los Muertos con un sentido de protección:
"Posee su sangre, Isis, posee su poder, Isis, posee su magia, Isis. El amuleto es una protección para este Único Gran Ser, que llevará fuera a cualquiera que pudiera realizar un acto contra él."
En todos estos casos parece representar ideas de resurrección y vida eterna. El amuleto se ataba al cuello del difunto o se colocaba sobre el pecho de las momias. 

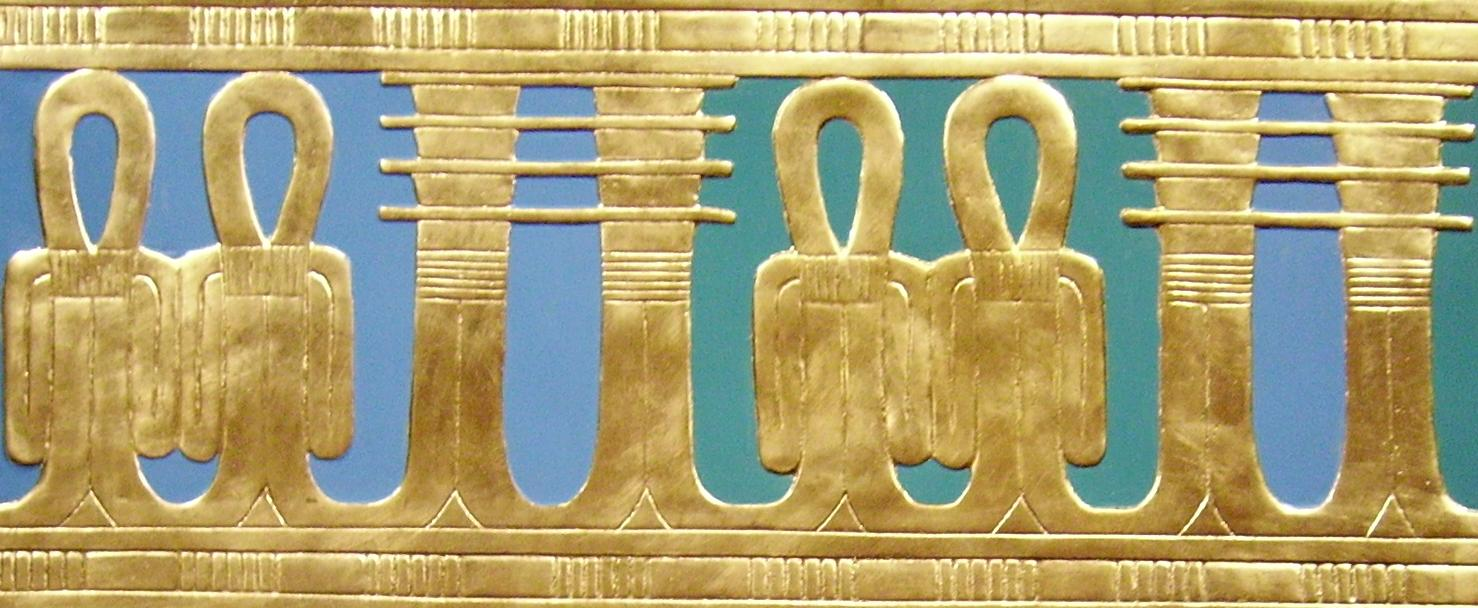
Decoración de tyets y dyeds en el tabernáculo hallado en la tumba de Tutankamón.

El tjet era comúnmente utilizado para decorar paredes y columnas de los templos egipcios y solía ir acompañado del dyed y, en algunas ocasiones, del anj. El símbolo también aparecía en numerosos elementos relacionados con el entierro, como sarcófagos, tabernáculos y santuarios. 
Otro tipo de nudo que, a veces, se llama 'nudo de Isis' es un gran nudo en un manto usado por las mujeres egipcias desde el Período Tardío en adelante. Se asocia con Isis porque a menudo aparecía en sus estatuas de la época helenística y romana, pero aparte del nombre no está relacionado con el tyet.
Sólo ocasionalmente aparece como una diosa personificada llevando un vestido anudado. También fue utilizado como emblema del cargo del "jerepah" (el mayordomo de palacio).
Como jeroglífico, representaba el amuleto tyet y el sonido fonético "s".
Este símbolo se puede comparar con el minoico nudo sagrado, un símbolo de un nudo con un lazo de proyección que se encuentra en Cnosos, Creta.

## Galería de tyets
|                        |
| Senet de Amenofis III. |

|                                  |
| Capilla funeraria de Tutankamón. |

|                                                     |
| Cámara funeraria de los escultores Nebamun e Ipuki. |

|                                         |
| Libro de los Muertos del papiro de Ani. |